# Mental tidsmåling
 "Reaktionstid" omdirigeres hertil. For andre betydninger af Reaktionstid, se Refleks.
Mental tidsmåling er brugen af responstiden i motoriske opgaver til at udlede tidsmæssig varighed af kognitive operationer. Mental tidsmåling er en af de centrale paradigmer af eksperimentel og kognitiv psykologi, og har fundet anvendelse i forskellige discipliner til, at belyse mekanismer underliggende kognitiv bearbejdning. Responstiden er summen reaktionstid plus bevægelsestiden.
Mental tidsmåling er undersøgt ved hjælp af målinger af reaktionstiden (RT). Reaktionstiden er den forløbne tid mellem forelæggelsen af et sensorisk stimulus og den efterfølgende adfærdsmæssige reaktion. I psykometrisk psykologi anses det for at være et indeks for hastighed af bearbejdning. Det vil sige det viser, hvor hurtigt testpersonen kan udføre de mentale operationer, der er nødvendige af den aktuelle opgave. Den adfærdsmæssige reaktion er typisk et knaptryk, men kan også være en øjenbevægelser, en vokal reaktion, eller en anden observerbar adfærd.

## Typer
Responstid er summen reaktionstid plus bevægelsestid.
Normalt er fokus i forskning på reaktionstid. Der er fire grundlæggende måder til at måle denne:
Simpel reaktionstid er bevægelsen det kræver for en testperson, at reagere på tilstedeværelsen af et stimulus. For eksempel kan individet blive bedt om at trykke på en knap, så snart et lys eller lyd vises. Gennemsnitlig RT for universitets-aldrene individer er omkring 160 millisekunder for, at detektere et auditiv stimulus, og cirka 190 millisekunder for at detektere visuel stimulus. De gennemsnitlige reaktionstider for sprintere ved OL i Beijing var 166 ms for mænd og 189 ms for kvinder, men i én ud af 1.000 starter kan de opnå 109 ms og 121 ms, henholdsvis.
Genkendelsesreaktionstid er opgaver, der kræver, at individet trypper på en knap, når en stimulustype vises og lader være, når en anden stimulus typen vises. For eksempel kan det være, at testpersonen skal trykke på knappen, når et grønt lys vises og lade være, når et blåt lys vises.
Valgreaktionstid er opgaver, som kræver forskellige svar til hver mulig klasse af stimulus. For eksempel kan testpersonen blive bedt om at trykke på en knap, hvis et rødt lys vises, og en anden knap, hvis et gult lys vises. En Jensen boks er et eksempel på et instrument beregnet til måling af valgreaktionstid.
Diskriminationsreaktionstid omfatter en sammenligning af samtidigt præsenteret par af visuelle instrumenter og derefter trykke på en af to knapper i henhold til hvilken som er lysere, længere, tungere eller større i størrelse på nogle dimensioner af interesse.
På grund af momentane koncentrationsproblemer, er der en betydelig mængde af variation i et individs responstid, som ikke har tendens til at følge en normal (gaussisk) fordeling. For at kontrollere for dette, kræver forskerne typisk, at testpersonen udføre flere forsøg, hvorfra der kan beregnes et mål for "typisk" responstid. Middelværdien af den rå svartid er sjældent en effektiv metode til at karakterisere den typiske responstid, og alternative fremgangsmåder (såsom at modellere hele responstidsfordelingen) er ofte mere passende.

## Hicks lov
W. E. Hick (1952) udarbejdede et eksperiment med valgreaktionstid, som indeholdt en serie på ni tests, hvor der er n lige mulige valg. Forsøget målte personens reaktionstid baseret på antallet af mulige valg i en given prøve. Hick viste, at den enkeltes reaktiontids forhøjes med en konstant mængde som en funktion af tilgængelige valgmuligheder, eller "usikkerhed" involveret i hvilken reaktionstimulus synes næste. Usikkerheden er målt i "bit", der defineres som mængden af information, der reducerer usikkerheden med halvdelen i informationsteori. I Hicks eksperiment, er reaktionstid vist til at være en funktion af binær logaritme af antallet af tilgængelige valgmuligheder (n). Dette fænomen kaldes "Hicks lov" og siges at være et mål for "raten for gevinst af information." Loven udtrykkes normalt oftest på formlen {\displaystyle RT=a+b\log _{2}(n+1)}, hvor {\displaystyle a} og {\displaystyle b} er konstanter som repræsenterer skæringspunktet og hældningen af funktionen, og {\displaystyle n} er antallet af alternativer. Jensen boksen er en nyere anvendelse af Hicks lov. Hicks lov har interessante moderne applikationer i marketing, hvor restaurantmenuer og websider (blandt andet) udnytter lovens principper i bestræbelserne på at opnå hastighed og brugervenlighed for forbrugeren.